# 아파텔
아파텔(영어: Apartelle, Apatel)은 주거용으로 지은 오피스텔로서 아파트와 오피스텔을 합친 퓨전 형태의 건축물이다.

## 같이 보기
- 오피스텔
- 원룸 주택